# یواس‌اس توالیگا (ای‌اوجی-۴۲)
یواس‌اس توالیگا (ای‌اوجی-۴۲) (به انگلیسی: USS Towaliga (AOG-42)) یک کشتی بود که طول آن ۲۲۰ فوت ۶ اینچ (۶۷٫۲۱ متر) بود. این کشتی در سال ۱۹۴۴ ساخته شد.